# Ласкар
Ласкар (слч. Laskár) насељено је мјесто са административним статусом сеоске општине (слч. obec) у округу Мартин, у Жилинском крају, Словачка Република.

## Становништво
| Година:    | 1994. | 2004.    | 2014.    | 2024.  |
| ---------- | ----- | -------- | -------- | ------ |
| Број људи: | 90    | 104      | 125      | 133    |
| Разлика:   |       | +15,55 % | +20,19 % | +6,4 % |

| Година:    | 2023. | 2024.   |
| ---------- | ----- | ------- |
| Број људи: | 131   | 133     |
| Разлика:   |       | +1,52 % |

Према подацима о броју становника из 2011. године насеље је имало 111 становника.